# Sigmund Rascher
Sigmund Rascher (* 12. Februar 1909 in München; † 26. April 1945 im KZ Dachau) war ein deutscher KZ-Arzt und Massenmörder. Die von ihm im KZ Dachau durchgeführten Menschenversuche mit mehr als 150 Todesopfern wurden vom Gericht des Nürnberger Ärzteprozesses als unmenschlich und verbrecherisch klassifiziert. Rascher stellte für die Öffentlichkeit der Nachkriegszeit, besonders in US-amerikanischen Medien, den Prototyp des NS-Medizinverbrechers dar. Verstrickt in Kindesentführungen durch seine Frau, wurde Rascher noch unter dem NS-Regime inhaftiert und wenige Tage vor der Befreiung des KZ Dachau auf Befehl von Heinrich Himmler erschossen.

## Leben

### Herkunft
Sigmund Rascher wurde 1909 als drittes Kind des Arztes Hanns-August Rascher in München geboren, ein älterer Bruder war der Musiker Sigurd Rascher (1907–2001). Sein Vater war ein engagierter Unterstützer des Anthroposophen Rudolf Steiner. Er war 1913 in die Anthroposophische Gesellschaft eingetreten, 1921 Teilnehmer am ersten Medizinerkurs Steiners und schickte seinen Sohn auf eine Waldorfschule. 1930 oder 1931 (die Angaben unterscheiden sich in zwei handschriftlichen Lebensläufen) machte Sigmund Rascher sein Abitur an der Zeppelin-Oberrealschule in Konstanz.

### Studium
Ab 1933 studierte Rascher an der Albert-Ludwigs-Universität Freiburg Medizin. Nach dem Physikum arbeitete er bei seinem nunmehr geschiedenen Vater und bei dem anthroposophisch orientierten Chemiker Ehrenfried Pfeiffer in Dornach und studierte in der Schweiz. 1934 leistete er drei Monate freiwilligen Arbeitsdienst in der Schweiz.
Im Oktober 1934 kehrte er zum Studium an die Ludwig-Maximilians-Universität München zurück. Im Jahr 1936 legte er dort das medizinische Staatsexamen ab und promovierte. Rascher versuchte dabei, Wissenschaft mit einem mystischen Holismus zu kombinieren, eine Arbeitsweise, mit der er nach Ansicht des britischen Medizinhistorikers Paul Weindling den Grundstein für alle seine späteren Betrügereien legte. Seine Doktorarbeit thematisierte einen Schwangerschaftstest, was für zeitgenössische Hormonforscher von großem Interesse war. Dabei war er auf die Idee fixiert, man könne Schwangerschaftshormone mit einem Kupferchlorid-Kristall-Test messen. Das Verfahren selbst war von seinem ehemaligen Vorgesetzten in Dornach, Ehrenfried Pfeiffer, eingeführt worden.

### Mitgliedschaft in NS-Organisationen
Als Student in Freiburg war Rascher 1933 der NSDAP beigetreten. Er selbst bestand darauf, dass dies März 1933 geschehen sei, er wurde aber zum 1. Mai des Jahres aufgenommen (Mitgliedsnummer 3.092.414).
Im Mai 1936 trat er der SA bei, wo er es zum Rottenführer (Obergefreiten) brachte.
Am 11. Oktober 1939 wechselte er von der SA zur SS. Am 20. April 1941 wurde er SS-Untersturmführer und am 9. November SS-Hauptsturmführer. Himmler ermöglichte ihm am 2. Dezember 1943 seine Freistellung von der Luftwaffe und seinen Einsatz in der Waffen-SS.

### Krebsforschung
1936 bis 1939 war Rascher unbezahlter Volontärassistent in der chirurgischen Klinik des Schwabinger Krankenhauses in München. Mit unauffällig betrügerischen Ergebnisdaten, die der deutsche Biochemiker Benno Müller-Hill als Scharlatanerie bewertete, hatte er ein Stipendium der Notgemeinschaft der deutschen Wissenschaft (Vorgängerorganisation der DFG) erhalten. Unterstützt durch das Stipendium, führte er anatomische Untersuchungen über Kristallographie im Zusammenhang mit der Krebsforschung durch. Seine Ergebnisse publizierte er in der Münchner Medizinischen Wochenschrift.
Himmler empfing Rascher am 23. April 1939 zum ersten Mal. Kurz darauf wurde dem 30-jährigen Rascher von Professor Walther Wüst die Forschungsaufgabe Frühdiagnose bei Krebserkrankung übertragen.
Am 1. Mai 1939 wurde Rascher in die Forschungsgemeinschaft Deutsches Ahnenerbe der SS aufgenommen. Am gleichen Tag legte er Himmler eine Denkschrift vor, in der er vorschlug, mit fünf Fragestellungen die Krankheit Krebs zu erforschen. Neben Fragen, die an seine Münchener Arbeiten anknüpften, sollte der Zusammenhang zwischen Kunstdüngereinsatz und Krebs bei Kühen untersucht werden. Außerdem versuchte Rascher, bei weißen Mäusen Krebs zu erzeugen, um ein infektiöses Mittel zur Rattenbekämpfung zu finden. Auf Himmlers Wunsch sollte Rascher auch eine langfristige Kontrolle des Blutbildes von „lebenslänglich“ Inhaftierten aufzeichnen, damit eine mögliche Erkrankung von Beginn an dokumentiert sei. Die Erkenntnisse daraus sollten später anhand von Blutbildergebnissen bei anderen Patienten eine Früh-Diagnostik ermöglichen. Der Plan stand in Widerspruch zur damaligen offiziellen Regelung: Die Dauer der Schutzhaft durfte nicht festgesetzt werden, sondern es sollte alle drei Monate überprüft werden, ob sie noch nötig war. Eine „lebenslange“ Inhaftierung war offiziell nicht vorgesehen. Raschers Ergebnisse sollten in einem Krebsregister festgehalten werden, in das auch Ahnenforschung und regionale Untersuchungen einfließen sollten.
Im bescheidenen Rahmen begann Rascher seine Forschung in seiner Privatwohnung, in der er ein Labor unter anderem für die Blutuntersuchungen einrichtete. Himmler bewilligte am 13. Mai 1939 schriftlich die Kostenübernahme durch das Ahnenerbe, unter anderem für Licht und Wasser. Raschers Verlobte Karoline Diehl lebte im selben Haushalt, ebenso deren Freundin Julie Muschler, die als Laborassistentin und Haushälterin fungierte.
In der Zeitschrift Die Woche erschien etwas später ein Artikel über seine glänzenden Erfolge bei der Erforschung von Krebskrankheiten. Wolfram Sievers, der Geschäftsführer des Ahnenerbes, und Wüst waren aufgrund des schnellen Erfolges und der Tatsache, dass Rascher als „Abteilungsleiter des Ahnenerbes“ betitelt wurde, erstaunt.

### Einberufung zur Luftwaffe
Im August 1939 wurde Rascher trotz seiner SS-Zugehörigkeit zur Luftwaffe mit Dienstort in der Flak-Artillerie-Schule Schongau als Stabsarzt der Reserve einberufen. Bei der Luftwaffe entwickelte er auf militärischen Befehl eine Testmethode „zur ärztlichen Auswahl von Soldaten, welche zum räumlichen Sehen geeignet sind“, die bei der Auswahl für die Pilotenausbildung angewandt wurde.
Am 1. Dezember 1940 wandte er sich schriftlich an den SS-Standartenführer Enno Lolling im KZ Dachau. Er bat mit Hinweis auf seine Aufgabe in der Krebsforschung im Rahmen des Ahnenerbes und auf einen Befehl Himmlers darum, seiner Laborassistentin Muschler wöchentlich Blutproben auszuhändigen.

### Medizinverbrechen

#### Unterdruckversuche
1941 versuchte die Luftwaffe Düsenjäger zu entwickeln, die größere Flughöhen erreichen konnten. In der Luftschlacht um England (1940) hatte sie ihren britischen Gegenspieler, die Royal Air Force, nicht bezwingen können. Anlässlich einer Danksagung an Himmler für Glückwünsche und Blumen zur Geburt seines zweiten Sohnes formulierte Rascher folgende Anfrage:

„Zur Zeit bin ich nach München zum Luftgaukommando VII kommandiert für einen ärztlichen Auswahlkurs. Während dieses Kurses, bei dem die Höhenforschung eine sehr große Rolle spielt, – bedingt durch die etwas größere Gipfelhöhe der englischen Jagdflugzeuge – wurde mit großem Bedauern erwähnt, daß leider noch keinerlei Versuche mit Menschenmaterial bei uns angestellt werden konnten, da die Versuche sehr gefährlich sind und sich freiwillig keiner dazu hergibt. Ich stelle darum ernsthaft die Frage: besteht die Möglichkeit, daß zwei oder drei Berufsverbrecher zu diesen Versuchen von Ihnen zur Verfügung gestellt werden können? […] Diese Versuche, bei denen selbstverständlich die Versuchspersonen sterben können, würden unter meiner Mitarbeit vor sich gehen.“

Himmler befand sich zu diesem Zeitpunkt in Oslo. Sein persönlicher Referent Brandt antwortete, der Reichsführer werde selbstverständlich und gern Häftlinge zur Verfügung stellen. Luftwaffe und SS verhandelten über die Modalitäten. Es wurde vereinbart, dass die SS die erforderliche Anzahl Häftlinge bereitstelle. Deren Bedingung war, dass die Versuche im KZ Dachau unter der Aufsicht der SS durchgeführt würden und Rascher beteiligt sei. Rascher wurde an das Münchner Institut für Luftfahrtmedizin versetzt. Im Dezember 1941 begannen die Versuchsvorbereitungen. Die Versuchsstation wurde in Revierblock 5 eingerichtet. Die Luftwaffe kommandierte den wissenschaftlich erfahrenen Mediziner Wolfgang Romberg ab und stellte eine fahrbare Unterdruckkammer zur Verfügung, die zwischen Block 3 und Block 5 aufgestellt wurde. Außerdem wurde ein Raum für Sektionen eingerichtet.

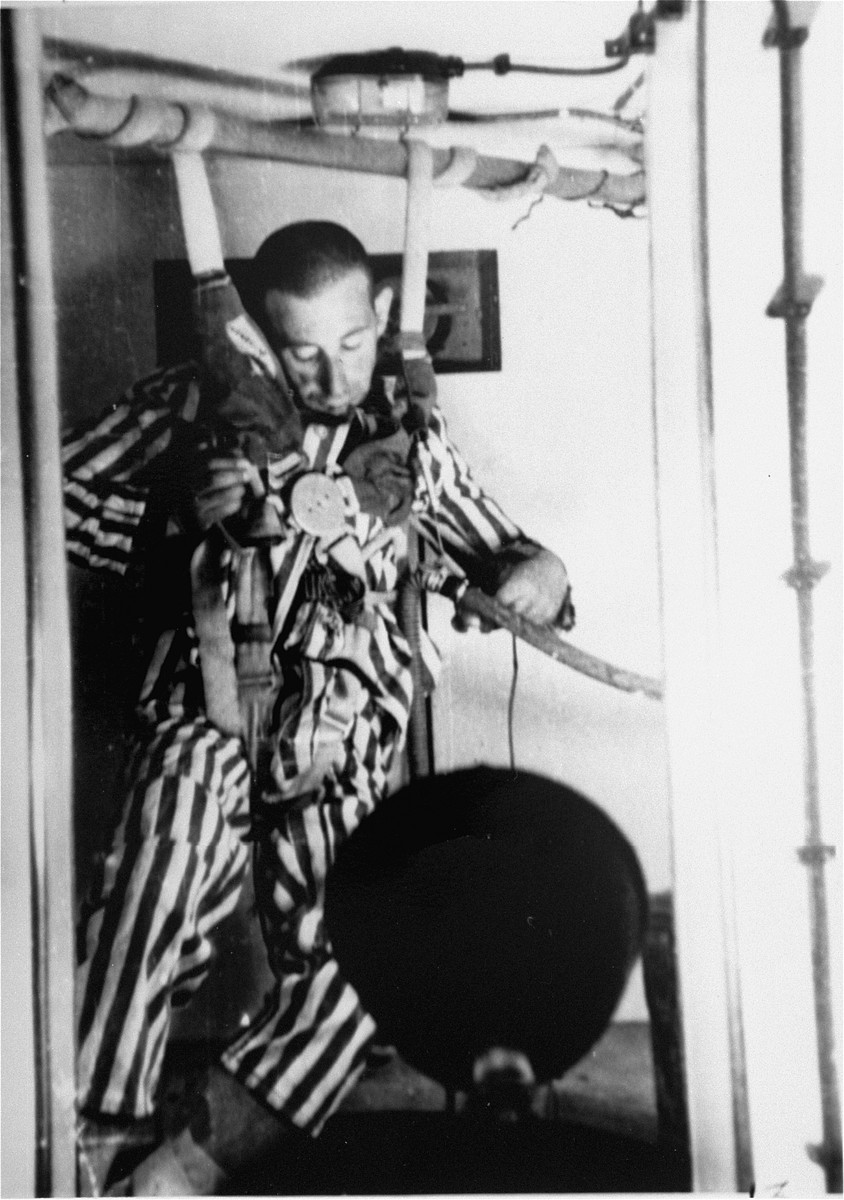
Bewusstloser Häftling bei einem Unterdruckversuch in Dachau, 1942

Die Unterdruckversuche, auch „Höhenversuche“ genannt, begannen Mitte Februar 1942 und dauerten bis Mitte Mai 1942. Sie wurden von Rascher und Romberg im KZ Dachau gemeinsam durchgeführt. Georg August Weltz, Leiter des Münchner Instituts für Luftfahrtmedizin, hatte die wissenschaftliche Aufsicht. Rascher wollte sich dieser Aufsicht entziehen und weigerte sich hartnäckig, seinem Vorgesetzten Weltz Bericht zu erstatten, obwohl Weltz sich darüber empörte. Rascher berief sich auf angebliche Geheimhaltungsvorschriften Himmlers.
Rascher und Romberg simulierten in der Unterdruckkammer Fallschirmabsprünge aus großen Höhen: das schnelle Fallen und das langsame Sinken beim geöffneten Schirm; teils mit, teils ohne Versorgung mit zusätzlichem Sauerstoff. Die Fall- und Sinkversuche begannen bei verschiedenen simulierten Höhen. Bei den Sinkversuchen waren dies Anfangshöhen, die ungefähr in 1-km-Schritten von 9 km bis 18 km gingen. Bei den vergleichsweise wenigen Fallversuchen begann der Versuch sogar mehrmals bei 20 km und einmal bei 21 km Höhe. Im Protokoll eines Sinkversuchs stand: „In 15 km Höhe: Versuchsperson lässt Maske fallen. Nach 10 Minuten in 7,2 km Höhe: unkoordiniertes Strampeln mit den Extremitäten. Nach 20 Minuten in 1 km Höhe: schreit anfallweise, grimassiert, beißt sich auf die Zunge. In 0 Meter Höhe: nicht ansprechbar, macht den Eindruck eines völlig Geistesgestörten.“ Bei den Fall- und Sinkversuchen gab es keine Todesopfer. Außerdem wurden „Höhenlageversuche“ durchgeführt, bei denen die Versuchspersonen eine gewisse Zeit in einer simulierten Höhe von 7,5 km, 8 km oder 9 km verbringen mussten. Mehrere Höhenlageversuche endeten mit dem Tod der Versuchsperson. Den abschließenden Bericht mit den Versuchsergebnissen unterschrieben die Ärzte Siegfried Ruff, Romberg und Rascher.
In Rombergs Abwesenheit nutzte Rascher die Unterdruckkammer für weitere, eigene Forschungsversuche, die er nur bruchstückhaft oder gar nicht dokumentierte. Über die Ergebnisse unterrichtete er nur Himmler. Der Medizinhistoriker Karl Heinz Roth
bezeichnete die Menschenversuche als Überschreitung „[der] Grenze zum ärztlichen Bestialismus“. Vielfach forcierte Rascher einen tödlichen Ausgang. Beispielsweise konnten die Versuchspersonen simulierte Aufenthalte in 12 bis 16 km Höhe nicht überleben. In anderen Fällen soll Rascher bewusstlose Versuchspersonen ertränkt haben, um sie dann zu obduzieren.
Walter Neff schätzte als Zeuge im Nürnberger Ärzteprozess die Zahl der Versuchspersonen bei den Unterdruckversuchen auf 180 bis 200 und die Zahl der Todesopfer auf 70 bis 80. Die meisten Todesfälle waren von Rascher gezielt herbeigeführt worden.

#### Unterkühlungsversuche
Im Luftkrieg mit England endete das Leben vieler abgeschossener Flieger im kalten Wasser von Nordsee oder Ärmelkanal. Die Reichsluftwaffe regte an, den Unterdruckversuchen auch Forschungen zur Unterkühlung folgen zu lassen. Im Juni 1942 beauftragte Himmler Rascher, Unterkühlungsversuche vorzubereiten. Die Forschungsgruppe „Seenot“ wurde gegründet, unter der Leitung von Professor Ernst Holzlöhner in Mitarbeit von Rascher und Luftwaffenarzt Erich Finke. Von August bis Oktober 1942 erforschte die Luftwaffe körperliches Verhalten bei Kälte, die Effizienz entsprechender Schutzkleidungen und anschließende Rettungsmöglichkeiten wie Aufwärmversuche. Für die Unterkühlungsversuche ließ man Versuchspersonen nackt 9–14 Stunden bei Eiseskälte im Freien stehen, deren Körpertemperatur dabei auf 27 °C absank, oder legte sie in Becken mit eisigem Wasser. Auch Eleonore Baur, genannt Schwester Pia, war mehrmals bei den Versuchen anwesend.
Nach Beendigung der offiziellen Versuchsreihe im Oktober 1942 führte Rascher die Versuche weiter, um „Ergebnisse zu ergänzen“. Neff gegenüber begründete Rascher diese damit, dass er weitere Versuchsergebnisse für seine Habilitation bei Wilhelm Pfannenstiel benötige. Die Habilitationsschrift sollte den Titel Experimentelle Untersuchungen über die Erscheinungen während der Auskühlung des menschlichen Körpers tragen. Für die Versuche kam Rascher zugute, dass der Winter von 1942 zu 1943 besonders hart war. Als der Winter sich dem Ende zuneigte, bat Rascher Himmler um Versetzung nach Auschwitz, da es dort kälter sei. Auch sei das Gelände größer, so dass dort weniger Aufsehen erregt werde. „Die Versuchspersonen brüllen, wenn sie frieren“, schrieb Rascher. Im Mai 1943 waren Raschers Versuche beendet. Nach Aussage von Walter Neff kamen dabei 80 bis 90 Menschen ums Leben.
Eine Versuchsreihe sollte die Frage klären, „ob die Erwärmung unterkühlter Menschen durch animalische Wärme, d. h. durch tierische oder menschliche Wärme, ebensogut oder besser ist als die Erwärmung durch physikalische oder medikamentöse Maßnahmen“. Himmler hatte am 24. Oktober 1942 in einem Brief an Rascher geschrieben, er sei „sehr neugierig“ auf die Versuche mit animalischer Wärme. Die Versuchspersonen wurden auf 30 °C Rektaltemperatur abgekühlt und waren dann bewusstlos. Die Zuführung animalischer Wärme geschah in der Form, dass die Versuchspersonen entweder von zwei nackten Frauen, die sich auf einem Bett liegend „möglichst nahe an den abgekühlten Menschen anzuschmiegen“ hatten, oder von nur einer nackten Frau aufgewärmt wurden. Am 12. Februar 1943 schrieb Rascher einen Bericht über die Ergebnisse. Darin hielt er fest, dass die Erwärmung mit animalischer Wärme „sehr langsam“ vor sich gehe. Die Erwärmung durch eine Frau verlaufe schneller als die Erwärmung durch zwei Frauen. Weitaus besser geeignet sei jedoch „erfahrungsgemäß die massive Wärmezufuhr durch ein heißes Vollbad“.

#### Versuche zur Blutstillung
Nach Ende der Unterkühlungsversuche bemühte sich Rascher um ein neues Aufgabengebiet. Der Chemiker und Häftling Robert Feix hatte pektinhaltige Tabletten als blutstillendes Medikament entwickelt und unter dem Namen Polygal patentieren lassen. Mit Unterstützung Himmlers bemühte sich Rascher, das Medikament bei Operationen vermehrt einzusetzen oder prophylaktisch zu verabreichen. Andere SS-Mediziner, wie Karl Gebhardt, standen dem Medikament skeptisch gegenüber. Rascher musste zuerst die Wirkung von Polygal nachweisen. Die Tabletten wurden an Häftlinge ausgegeben und bei Operationen eingesetzt. Rascher ließ Häftlinge anschießen und anschließend Polygal-Tabletten schlucken, um zu beweisen, dass die Hämostase dadurch beschleunigt werden kann.
Im Nürnberger Ärzteprozess machte ein Onkel Raschers die Aussage, er habe seinen Neffen im Lager besucht und dabei ein Protokoll über einen Versuch gefunden: Es seien vier Häftlinge angeschossen, mit Polygal behandelt und nach dem Tode seziert worden. Raschers Onkel sagte aus, er sei so erschüttert gewesen, dass er die restlichen Protokolle nicht mehr gelesen habe.
Die Luftwaffe entließ Rascher im August 1943; er führte nun den Rang eines SS-Hauptsturmführers.

#### Wertlosigkeit der Versuche
Raschers wissenschaftliche Ergebnisse liefen unter einer Art Geheimhaltung; denn sie enthielten viele Statistiken über physiologische Details und Obduktionsbefunde umgekommener oder getöteter Menschen. An den Universitäten München, Marburg und Frankfurt wurde Raschers Werk als Habilitationsarbeit nicht angenommen. Professor August Hirt setzte sich für Rascher ein, um eine Annahme an der Universität Straßburg zu erreichen. Dazu kam es nicht mehr, denn Rascher und seine Ehefrau wurden im Zusammenhang mit Kindesentführungen angeklagt.
Wissenschaftlich galten die Versuche als wertlos, weil zur Beteiligung gezwungene Häftlingsärzte nach ihren Möglichkeiten die Qualen der Opfer minderten, zum Beispiel Temperaturangaben systematisch fälschten und somit auch die Ergebnisse der Versuche unbrauchbar machten.
Raschers Menschenversuche waren nicht nur wertlos, sondern verbrecherisch. Sie wurden im Nürnberger Ärzteprozess behandelt, obwohl der Haupttäter Rascher nicht mehr lebte.

### KZ-Haft und Hinrichtung
Im März 1944 wurde das Ehepaar Rascher verhaftet. Die Münchner Polizei hatte aufgedeckt, dass Karoline Rascher mehrmals Babys entführt und diese als ihre eigenen Kinder ausgegeben hatte. Im Verlauf der weiteren kriminalpolizeilichen Ermittlungen kamen eine Reihe von Betrugsdelikten ans Tageslicht, darunter Unterschlagungen und „Geschäfte“ mit Häftlingen. Ferner kam ein möglicher Mordfall ins Blickfeld. Im Dezember 1943 war Raschers Assistentin Julie Muschler, die einst mit den Raschers in einer Wohnung gelebt hatte, bei einem gemeinsamen Bergausflug mit dem Ehepaar Rascher „verschwunden“. Als ihre Leiche im April 1944 aufgefunden wurde, gerieten beide Raschers unter dringenden Mordverdacht.
Karoline Rascher wurde ins KZ Ravensbrück verbracht, wo sie nach einem Überfall auf eine KZ-Aufseherin und einem missglückten Fluchtversuch gehängt wurde. Sigmund Rascher kam zunächst ins KZ Buchenwald. Himmler sorgte für die Entlassung seines Günstlings; wegen erdrückender Beweise musste dieser jedoch wieder inhaftiert werden. Zwischen dem 7. und 10. April 1945 wurde Buchenwald geräumt, und man verlegte ihn ins KZ Dachau. Dort kam er in den „Bunker“. Am 26. April 1945, drei Tage vor der Befreiung des Lagers, exekutierte die SS Rascher durch einen Genickschuss.

## Familie
Raschers spätere Ehefrau Karoline „Nini“ Diehl, geborene Wiedemann, war eine ehemalige Schlagersängerin. Ihr erster Ehemann, der Theaterregisseur Oskar Diehl, war 1929 verstorben. Karoline Diehl soll Heinrich Himmler in der Frühphase der NSDAP Unterschlupf gewährt haben, der persönliche Kontakt zu Himmler blieb erhalten. Rascher und Diehl lernten sich 1936 kennen. Aufgrund ihres guten Kontakts zu Himmler konnte sie Rascher Aufstiegsmöglichkeiten im NS-Staat bieten. Auf ihre Empfehlung empfing Himmler Rascher am 23. April 1939 zum ersten Mal persönlich.
Karoline Diehl (* 21. September 1893) war 15 Jahre älter als Rascher. Aufgrund ihres Alters war Himmler anfangs gegen eine Heirat der beiden, denn eine Ehe mit zahlreichem Kindersegen war nicht zu erwarten. Wegen Raschers SS-Zugehörigkeit war Himmlers persönliche Zustimmung zur Eheschließung erforderlich (Verlobungs- und Heiratsbefehl der SS vom 31. Dezember 1931). Diehl und Rascher bekamen 1939 ein uneheliches Kind. Als Diehl dann noch einmal berichtete, sie sei wieder schwanger geworden, genehmigte Himmler schließlich die Ehe, die im Juli 1942 geschlossen wurde.
Himmler unterstützte das Paar und überwies beispielsweise nach dem zweiten Kind monatlich 165 RM. Auch schickte er Pakete mit Obst, Schokolade und anderen Raritäten. Karoline Rascher revanchierte sich mit Familienfotos und bat um eine dienstliche Besserstellung Raschers. Im Juli 1943 gefiel eines dieser Familienfotos Himmler so gut, dass er es in einem „SS-Leitheft oder in einer anderen Schrift“ abgedruckt haben wollte. Er ließ deshalb das Foto – es zeigte die Raschers mit nun schon drei Kindern – an den Chef des SS-Hauptamtes weiterleiten.
Tatsächlich war Karoline Rascher eine mehrfache Kindesentführerin. Sie simulierte ihre Schwangerschaften und entführte Babys, die sie als ihre eigenen Kinder ausgab, um so die von Himmler gewünschte Fertilität zu belegen. Nachdem sie auch eine vierte Schwangerschaft vorgetäuscht hatte, entführte sie im März 1944 am Münchener Hauptbahnhof wiederum einen Säugling. Als die Münchner Polizei dessen Spur verfolgte, stieß sie auf Karoline Rascher. Das Ehepaar Rascher wurde im März 1944 verhaftet. Sigmund Rascher behauptete, er habe die vorgetäuschten Schwangerschaften seiner Frau nicht bemerkt und von den Kindesunterschiebungen nichts mitbekommen. Da er Arzt war, glaubte man ihm nicht.
Die Ermittlungen führten zur Aufdeckung weiterer Straftaten und letztlich zur Hinrichtung von Karoline und Sigmund Rascher im April 1945. Die Söhne Volker, Dieter und Peter wurden danach im Vinzentinus-Heim in München untergebracht, der Sohn Rainer im Löhehaus. Später wurden alle ans Lebensborn-Heim Steinhöring abgegeben.

## Persönlichkeit
Rascher war einer der ausgemachtesten Medizin-Verbrecher der NS-Zeit. Seine absurden und entsetzlichen Menschenversuche bezeugen eine individualpathologische Perversion. Untersuchungen ergaben, dass Rascher und seine Frau Merkmale von Schizophrenie aufwiesen. Rascher hatte seinen eigenen Vater in ein Konzentrationslager deportieren lassen.
Der ehemalige Häftling Stanislav Zámečník beschreibt Rascher als ehrgeizige Person, mit sympathischer Erscheinung, rötlichem Haar, von mittelgroß-untersetzter Gestalt mit jovialem Auftreten. Der Häftlingsfunktionär Walter Neff beschrieb sein Wesen ähnlich: „ein amüsanter Plauderer, geistig ungeheuer regsam, Musikliebhaber und Frauen gegenüber Kavalier“. Er schrieb aber auch, Rascher sei „pathologisch und im Blutrausch gefährlich“: „Er spielt auf der einen Seite den Biedermann und Helfer der Gefangenen, auf der andern Seite nimmt er mit 2 Händen alles, was er und seine Familie brauchen können. Launisch wie ein verzogenes Kind, von krankhaftem Ehrgeiz, der über Leichen geht, mit einem Lebensmotto: Angabe ist halbes Leben, aber auf ärztlich-wissenschaftlichem Gebiet eine Figur ohne Kopf.“